# 谢睦欢
谢睦欢，元朝丰州丰县（今内蒙古自治区呼和浩特东）人。
谢睦欢家中有钱称雄乡间，蒙古兵南下，转而客居兀剌城。成吉思汗攻西夏，过兀剌城，睦欢与其帅迎降。参与攻打西京大同府，谢睦欢力战先登，身中三箭，仆倒于城下。窝阔台见到可怜他，命军校拔出箭矢，绑好牛，挖出牛肠，把谢睦欢脱光放到牛腹中，很久以后才苏醒。谢睦欢誓以死报，每遇敌军，必身先士卒，官至太原路金银铁冶达鲁花赤。其子謝仲溫。